# 河津清三郎
河津清三郎（1908年8月30日—1983年2月20日），日本的電影演員，1954年在電影「透明人間」演出主角南條，以及「大鏢客」的清兵衛一角，也常在多部特攝片演出司令官。

## 電影作品
- 南海的花束（1942年）
- 幽靈男（1954年）
- 透明人間（1954年）
- 眠狂四郎無賴控（1956年）
- 眠狂四郎無賴控第二集 圓月殺法（1957年）
- 桃太郎武士（1957年）
- 暗黑街的顏役（1959年）
- 暗黑街的對決（1960年）
- 電送人間（1960年）
- 太平洋之嵐（1960年）
- 大鏢客（1961年）
- 摩斯拉（1961年）
- 暗黑街的彈痕（1961年）
- 世界大戰爭（1961年）
- 妖星哥拉斯（1962年）
- 秦·始皇帝（1962年）
- 太平洋之翼（1963年）
- 新座頭市物語（1963年）
- 宇宙大怪獸德古拉（1964年）
- 華麗的一族（1974年）